# Mabel's Lovers
Mabel's Lovers è un cortometraggio muto del 1912 diretto da Mack Sennett con Mabel Normand, Fred Mace e Ford Sterling. Prodotto dalla Keystone, il film uscì nelle sale il 4 novembre 1912. Un film comico ambientato in spiaggia.

## Trama
Mabel arriva in spiaggia seguita dai suoi ammiratori che lei decide di mettere alla prova.

## Produzione
Il film fu prodotto dalla  Keystone Film Company

## Distribuzione
Distribuito dalla Mutual Film, il film uscì in sala il 4 novembre 1912, programmato insieme a un altro cortometraggio, At It Again.

### Data di uscita
IMDb
- USA	4 novembre 1912

Alias
- Los amantes de Mabel    Venezuela